# Hemieuxoa cara
Hemieuxoa cara là một loài bướm đêm trong họ Noctuidae.